# Siegmund Scheupl
Siegmund Scheupl (* 25. Mai 1893; † 28. Juli 1970) war ein deutscher Widerstandskämpfer gegen den Nationalsozialismus und Kommunalpolitiker (CSU).

## Leben
Der Jurist studierte nach dem Abitur 1911 am Wilhelmsgymnasium München in Erlangen und promovierte dort über das Thema „Die ausschließlichen Befugnisse des Urhebers hinsichtlich der Bearbeitung seines Werkes“. Scheupl arbeitete während des Zweiten Weltkriegs als Regierungsrat in Altötting. Er beteiligte sich am 28. April an der Freiheitsaktion Bayern und konnte nach der Niederschlagung des Aufstands nur knapp seiner Hinrichtung entgehen, während der Mühlenbesitzer Josef Bruckmayer, der Verwaltungsinspektor Martin Seidel, der Lagerhausverwalter Hans Riehl (Vater von Herbert Riehl-Heyse), der Administrator der Hl. Kapelle Msgr. Adalbert Vogl und der Buchhändler Adam Wehnert hingerichtet wurden. Auch seine Frau Wilma Scheupl überlebte als Geisel nur knapp. Scheupl war zuletzt Oberregierungsrat und von 1952 bis 1964 Landrat des Landkreises Altötting.